# Šventoji (Palanga)

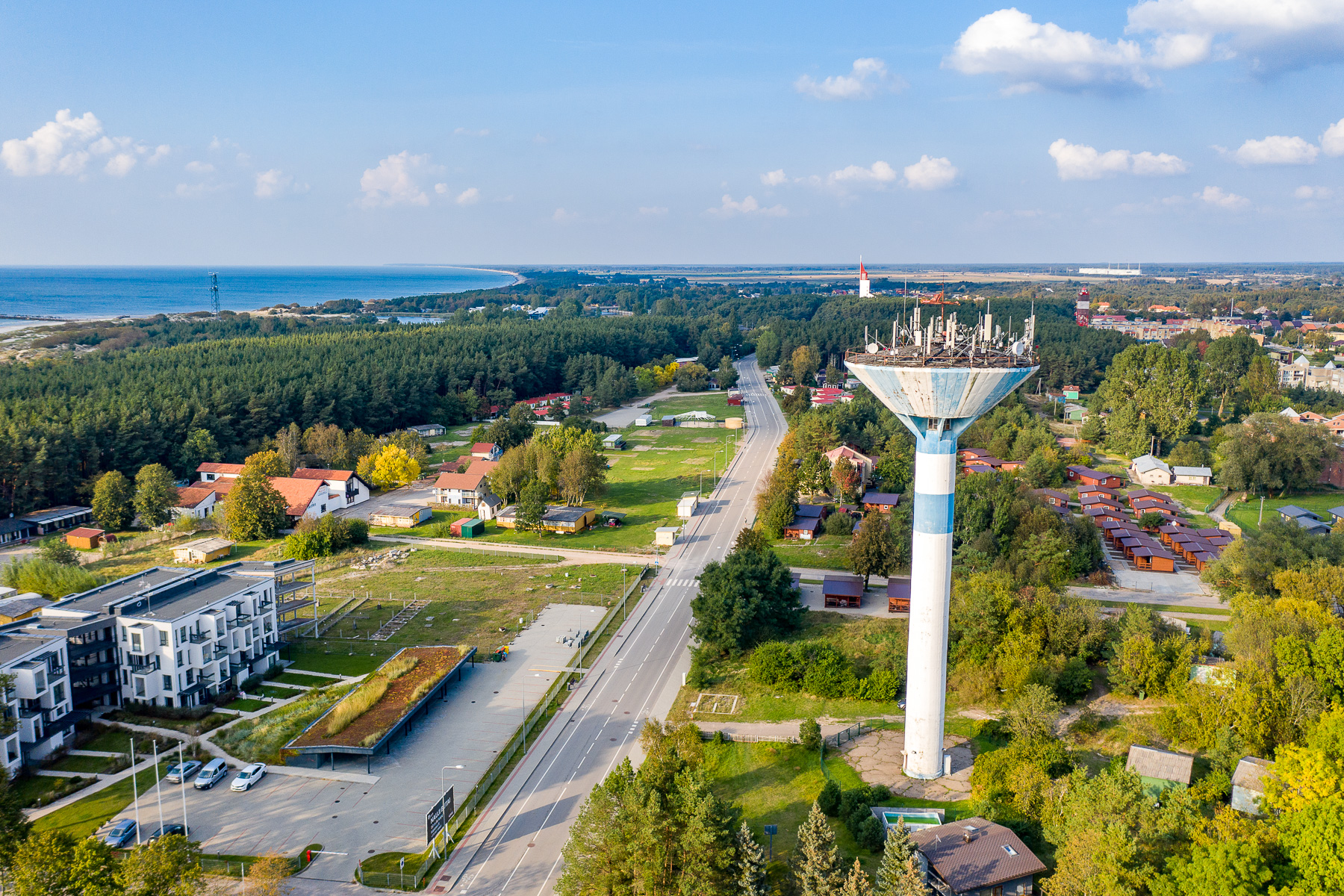
Luftsicht

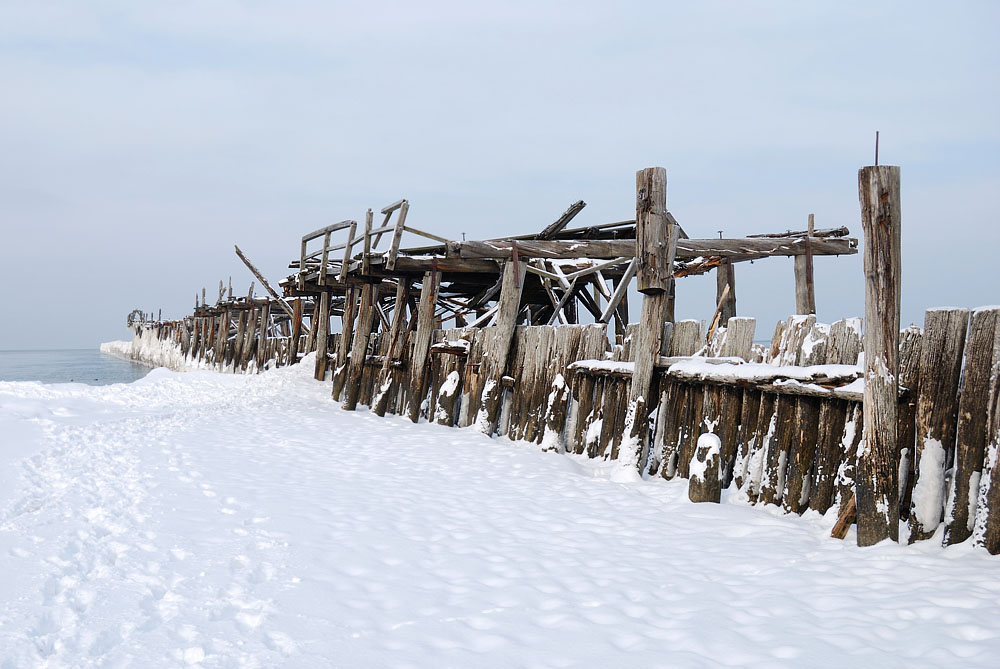
Mole Šventoji

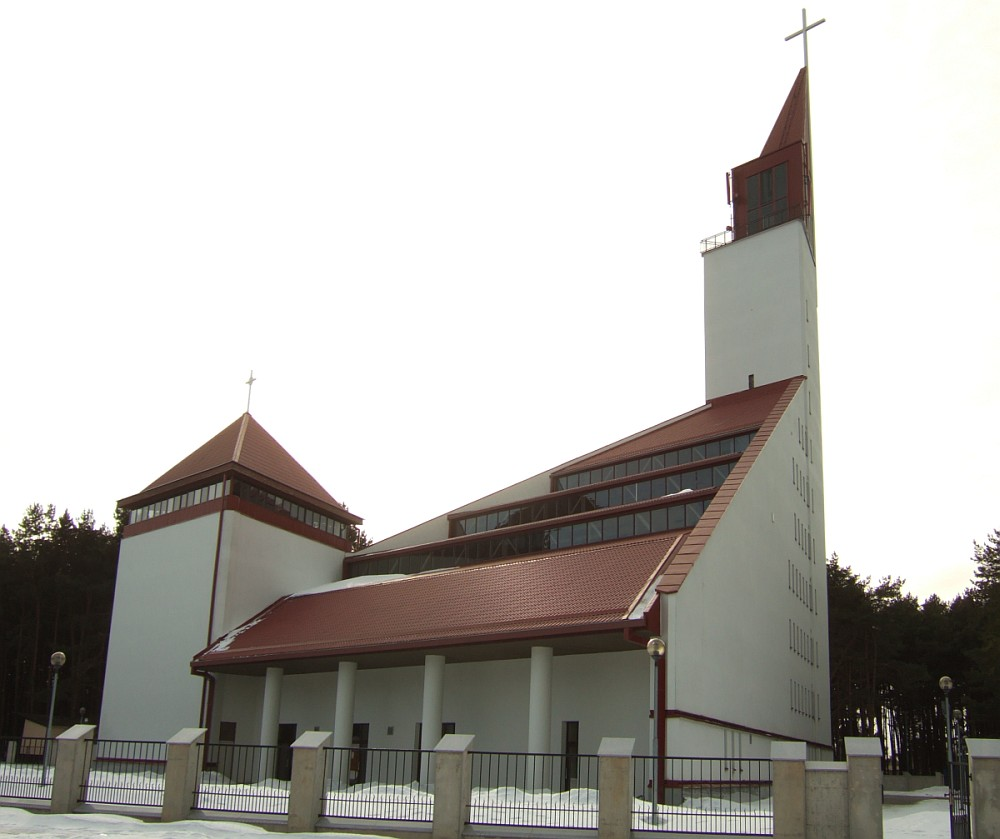
Katholische Kirche

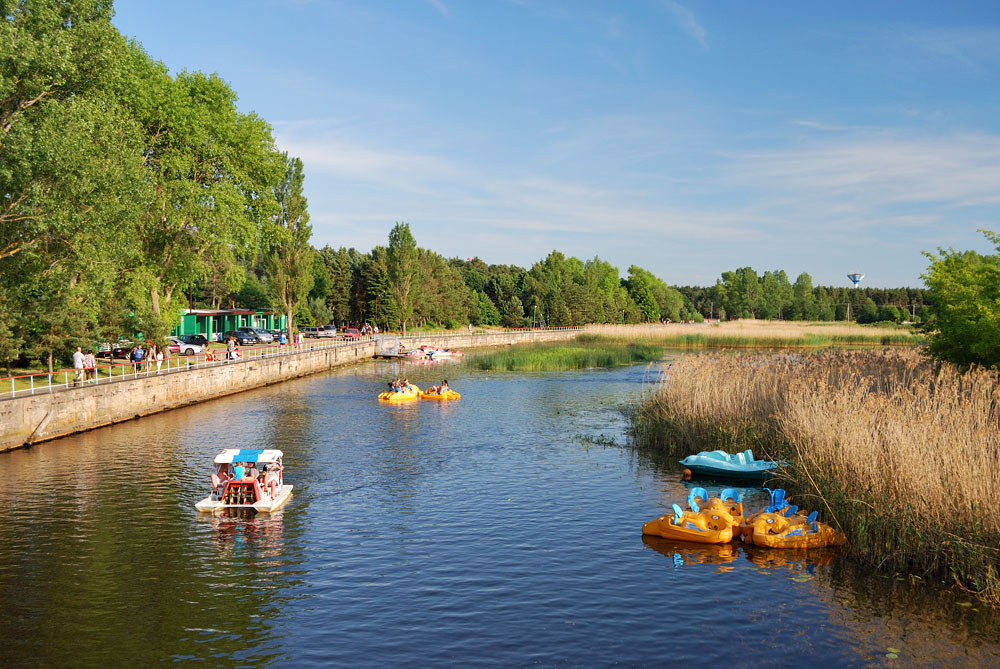
Hafen Šventoji, 2010

Šventoji (deutsch häufig Heiligen Aa, seltener Heiligenau) ist ein Kurort und eine Siedlung an der Ostsee in Litauen. Das ehemalige Fischerdorf ist das größte neue Kurortviertel von Palanga.

## Lage
Der Ort liegt 35 Kilometer von der Hafenstadt Klaipėda (Memel) und zwölf Kilometer nördlich vom Stadtzentrum Palanga entfernt, links der Mündung des Flusses Šventoji.
Šventoji bildet mit dem Nachbarort Būtingė den Amtsbezirk Šventoji (Šventosios seniūnija) innerhalb der Stadtgemeinde Palanga.

## Objekte
Neben dem Hafen Šventoji gibt es eine Hauptschule, ein Postamt, eine Ambulanz, eine Kirche und viele Hotels, Erholungsheime, Gasthäuser und ein Sanatorium. Im Wald an der Landstraße Klaipėda–Liepāja befindet sich der Friedhof Šventoji.

## Geschichte
Ein aus Geweih gefertigter Ritualstab mit einem Elchkopf aus dem 3. Jahrtausend v. Chr. wurde in Šventoji gefunden. Erstmals ist die Siedlung auf Landkarten von 1584 im Großfürstentum Litauen zu finden.
Im Jahr 1589 erteilte König Sigismund Wasa einer englischen Gesellschaft die Erlaubnis, den Hafen von Šventoji zu erbauen und zu erweitern. Anfang des 17. Jahrhunderts stand er zum Hafen von Memel in Konkurrenz. Nach Ausbruch des Nordischen Krieges beschlossen die Eigentümer der Häfen von Riga und Liepāja, zusammen mit den Schweden, die Häfen von Palanga und Šventoji zu zerstören. 1701 verwüsteten die Schweden die Hafenanlagen und Anlegestellen.
Nach der Entstehung der baltischen Staaten 1918 gehörte Šventoji zunächst zu Lettland und fiel am 30. März 1921 im Zuge eines Grenzausgleichs an Litauen. Die Bewohner des Dorfes waren teilweise römisch-katholische Litauer, teilweise auch evangelisch-lutherisch, besonders die Ostseefischer. Die evangelischen Bewohner sprachen ursprünglich die dem Lettischen nahestehende Sprachform Neukurisch, heute dagegen Litauisch. Noch in jüngster Zeit ist ein altes Geschwisterpaar aus Šventoji belegt, das Lieder (Dainos) nicht in schemaitischer (niederlitauischer) oder lettischer, sondern in nehrungskurischer Sprache verfasst und singt, in denen sie ihre Identität nicht als Litauer oder Letten, sondern als kuršininku (Kuren) bezeichnen.
Die römisch-katholische Kirche der Jungfrau Maria Meeresstern wurde 1991 errichtet. 2024 renoviert man den Hafen Šventoji. Er wird auch als Yachthafen genutzt werden.